# Emery-Nelson-Syndrom
Das Emery-Nelson-Syndrom ist eine sehr seltene angeborene Erkrankung mit den Hauptmerkmalen Minderwuchs, Deformation von Händen und Füssen sowie Gesichtsdysmorphie mit flachem Profil.
Synonyme sind: Hand- und Fußdeformitäten – flaches Gesichtsprofil; englisch Hand and foot deformity-flat facies syndrome
Die Bezeichnung bezieht sich auf die Autoren der Erstbeschreibung aus dem Jahre 1970 durch die schottischen Humangenetiker Alan E. H. Emery und M. M. Nelson.
Das Syndrom ist nicht zu verwechseln mit dem auch Nelson-Syndrom genannten Nelson-Tumor.

## Verbreitung
Die Häufigkeit wird mit unter 1 zu 1.000.000 angegeben, bislang wurde nur eine Familie beschrieben. Vererbungsmodus und Ursache sind bislang nicht bekannt.

## Klinische Erscheinungen
Klinische Kriterien sind:
- Manifestation im Neugeborenen- bis Kleinkindesalter
- Minderwuchs
- Deformation der Hände und Füße mit Beugekontraktur der ersten 3 Metacarpophalangealgelenke, Streckkontraktur des Daumens, „Klauenzehen“
- Gesichtsauffälligkeiten mit flachem Gesichtsprofil, hoher Stirn, abgeflachter Nasenbrücke, langem Philtrum, hohem Gaumenbogen

Hinzu können Muskelhypotonie beim Säugling, geistige Behinderung, dünne Haut über Hand und Fuß, Auffälligkeiten der Nägel und Haare kommen.